# Jesperi Kotkaniemi
Jesperi Kotkaniemi (Pori, Finlandia, 6 de julio de 2000) apodado KK, Jeppu o Moomin, es un jugador profesional finlandés de hockey sobre hielo que se desempeña en la posición de centro en Carolina Hurricanes, equipo de la National Hockey League (NHL).

## Carrera
Fue seleccionado en la primera ronda en la NHL Entry Draft de 2018. Hizo su debut profesional con el equipo Montreal Canadiens, en el cual jugó tres temporadas (2018-2021), después pasó a Carolina Hurricanes, donde lleva jugando tres temporadas.